# لشکر ۵۵ پیاده‌نظام لهستان
لشکر ۵۵ پیاده‌نظام (لهستانی: 55th Infantry Division) یکی از واحدهای ذخیره نیروی زمینی لهستان بود که در هنگام تهاجم آلمان به لهستان در سال ۱۹۳۹ زیر نظر سپاه کراکوف حضور داشت.

## تاریخچه
این لشکر در اوت ۱۹۳۹ با ادغام گردان‌هایی از تیپ دفاع ملی لهستان در ناحیه سیلزی علیا و یک هنگ دیگر تشکیل یافت. وظیفه این لشکر دفاع از استحکامات میکوووو به عنوان جزئی از استحکامات سیلزی بود. در روزهای ۱ و ۲ سپتامبر این لشکر در اطراف وره با نیروهای مهاجم آلمانی درگیر گشت که پس از درگیری‌های سنگین در ۳ سپتامبر به سمت رود نیدا عقب رانده شد و توانست با جنگ و گریز از رود عبور کرده و به سمت شرق عقب بنشیند. در ۱۸ سپتامبر این لشکر خود را به تجمع نیروهای لهستانی در نزدیک توماشوف لوبلسکی رساند و در آنجا پس از روزها درگیری و با اتمام مهمات در ۲۳ سپتامبر تسلیم نیروهای آلمانی شد.